# Der Glanz des Tages
Der Glanz des Tages è un film del 2012 diretto da Tizza Covi e Rainer Frimmel.